# Integrationsfachdienst
Integrationsfachdienste (IFD) sind in Deutschland Dienste Dritter, die die Teilhabe von Menschen mit Behinderungen auf dem allgemeinen Arbeitsmarkt unterstützen sollen. In Österreich heißen vergleichbare Dienste Arbeitsassistenz. Diese Dienste sind in der Regel in der Trägerschaft freier, gemeinnütziger Träger.
Die IFD sind in §§ 192 ff. bzw. § 49 Abs. 6 SGB IX gesetzlich geregelt. Sie sollen schnittstellen- und leistungsträgerübergreifend für die Bundesagentur für Arbeit (Vermittlung) und das Integrationsamt (Begleitung, Sicherung eines Arbeitsplatzes) sowie die Rehabilitationsträger (z. B. Eingliederung nach einem Unfall) tätig sein. Die Koordination der Arbeit der IFD liegt bei den Integrationsämtern.

## Zielgruppen
Die Zielgruppen des IFD sind Menschen mit Behinderung und Arbeitgeber.
Integrationsfachdienste sind für die behinderten Menschen gedacht, die eine personalintensivere Unterstützung bei ihrer beruflichen Eingliederung benötigen. Die gesetzlichen Zielgruppen des IFD sind nach § 192 Abs. 2 SGB IX insbesondere: „schwerbehinderte Menschen mit einem besonderen Bedarf an arbeits- und berufsbegleitender Betreuung, schwerbehinderte Menschen, die nach zielgerichteter Vorbereitung durch die Werkstatt für behinderte Menschen auf dem allgemeinen Arbeitsmarkt eingegliedert werden sollen und dabei auf aufwendige personalintensive, individuelle, arbeitsbegleitende Hilfen angewiesen sind, sowie schwerbehinderte Schulabgänger, die für die Aufnahme einer Beschäftigung auf dem allgemeinen Arbeitsmarkt auf die Unterstützung eines Integrationsfachdienstes angewiesen sind.“
Der Gesetzgeber nennt als Zielgruppe ausdrücklich Menschen mit einer sogenannten geistigen oder psychischen Behinderung oder mit einer schweren Körper-, Sinnes- oder Mehrfachbehinderung.
Der IFD kann nach § 49 Abs. 6 SGB IX auch zur beruflichen Eingliederung von behinderten Menschen, die nicht den Schwerbehindertenstatus haben, tätig werden (z. B. Menschen mit psychischer Behinderung oder einer sogenannten Lernbehinderung bzw. behinderte Schulabgänger, die noch keinen Schwerbehindertenausweis besitzen). Sie müssen für die Unterstützung durch den IFD einen Rehaantrag beim zuständigen Rehabilitationsträger (bei jungen Menschen meist die Bundesagentur für Arbeit) stellen.

## Aufgaben
Zu den gesetzlichen Aufgaben des IFD gehört es (§ 193 Abs. 2 SGB IX), „die Fähigkeiten der zugewiesenen schwerbehinderten Menschen zu bewerten und einzuschätzen und dabei ein individuelles Fähigkeits-, Leistungs- und Interessenprofil zur Vorbereitung auf den allgemeinen Arbeitsmarkt in enger Kooperation mit den schwerbehinderten Menschen, dem Auftraggeber und der abgebenden Einrichtung der schulischen oder beruflichen Bildung oder Rehabilitation zu erarbeiten, die Bundesagentur für Arbeit auf deren Anforderung bei der Berufsorientierung und Berufsberatung in den Schulen einschließlich der auf jeden einzelnen Jugendlichen bezogenen Dokumentation der Ergebnisse zu unterstützen, die betriebliche Ausbildung schwerbehinderter, insbesondere seelisch und lernbehinderter, Jugendlicher zu begleiten, geeignete Arbeitsplätze (§ 156) auf dem allgemeinen Arbeitsmarkt zu erschließen, die schwerbehinderten Menschen auf die vorgesehenen Arbeitsplätze vorzubereiten, die schwerbehinderten Menschen, solange erforderlich, am Arbeitsplatz oder beim Training der berufspraktischen Fähigkeiten am konkreten Arbeitsplatz zu begleiten, mit Zustimmung des schwerbehinderten Menschen die Mitarbeiter im Betrieb oder in der Dienststelle über Art und Auswirkungen der Behinderung und über entsprechende Verhaltensregeln zu informieren und zu beraten, eine Nachbetreuung, Krisenintervention oder psychosoziale Betreuung durchzuführen sowie als Ansprechpartner für die Arbeitgeber zur Verfügung zu stehen, über die Leistungen für die Arbeitgeber zu informieren und für die Arbeitgeber diese Leistungen abzuklären, in Zusammenarbeit mit den Rehabilitationsträgern und den Integrationsämtern die für den schwerbehinderten Menschen benötigten Leistungen zu klären und bei der Beantragung zu unterstützen.“
Die Zielgruppe und die Aufgabenstellung der IFD entspricht weitestgehend dem Konzept der Unterstützten Beschäftigung (Supported Employment). Das Problem ist, dass die derzeitige Finanzierung eine Unterstützung von Menschen mit höherem Unterstützungsbedarf oft nicht zulässt.
Aber auch schwerbehinderte Menschen, die bereits auf dem ersten Arbeitsmarkt arbeiten, werden von den IFD im Rahmen der Begleitenden Hilfe im Arbeitsleben beraten bzw. betreut.
Berufsbegleitende Hilfen am Arbeitsplatz
Die Aufgaben des IFD im Rahmen der Berufsbegleitenden Hilfen im Auftrag des Integrationsamtes umfassen insbesondere die Förderung von Eingliederungen schwerbehinderter Menschen auf behinderungsgerechten Arbeitsplätzen sowie die Sicherung der Arbeitsplätze dieser Beschäftigten.
Die IFD beraten Menschen mit Behinderungen und deren Angehörige, Arbeitgeber, betriebliche Integrationsteams (Inklusionsteams) (z. B. Vertrauenspersonen der schwerbehinderten Menschen, Betriebs- und Personalräte).
Die Berufsbegleitenden Hilfen umfassen persönliche Hilfen sowie psychosoziale Hilfen. Die IFD informieren die Mitarbeiter über Rechte und Pflichten, insbesondere die Förderungsmöglichkeiten nach dem Sozialgesetzbuch (SGB) IX – Rehabilitation und Teilhabe von Menschen mit Behinderungen, beraten in Fragen des behinderungsgerechten Arbeitseinsatzes schwerbehinderter Menschen und geben Tipps, wie man einen behinderungsgerechten Arbeitsplatz gestalten kann, vermitteln und unterstützen, wenn es Fragen bei der Beschäftigung schwerbehinderter Menschen gibt, betreuen die Betroffenen in besonderen Fällen auch außerhalb des Betriebs, soweit dies zur Sicherung des Arbeitsverhältnisses beiträgt.
Arbeitgeber werden über finanzielle Unterstützungsmöglichkeiten durch das Integrationsamt informiert und zwar im Hinblick auf die behinderungsgerechte Gestaltung vorhandener Arbeitsplätze und Betriebseinrichtungen, die Ausstattung von Arbeits- und Ausbildungsplätzen mit technischen Hilfsmitteln.
Im Rahmen der psychosozialen Hilfen beraten die Integrationsfachdienste Beschäftigte mit psychischen Behinderungen, geistig behinderte, sonstige körperlich behinderte und lernbehinderte Menschen sowie deren Arbeitgeber. Sie unterstützen bei Problemen am Arbeitsplatz, helfen bei der Rückkehr an den Arbeitsplatz nach einer Erkrankung, helfen bei Konfliktgesprächen zwischen Arbeitgebern und Beschäftigten, beraten Arbeitgeber, ermitteln eine mögliche finanzielle Beteiligung des Integrationsamtes bei innerbetrieblichem Betreuungsaufwand und/oder bei Minderleistung, arbeiten eng mit den Institutionen der psychosozialen Versorgung zusammen und helfen den Betroffenen bei der Kontaktaufnahme zu einer außerbetrieblichen Betreuung, machen Hausbesuche.
Ein weiteres Arbeitsfeld ist der Kündigungsschutz für schwerbehinderte Menschen. Dabei sind die IFD am Verfahren beteiligt. Es ist Aufgabe des Integrationsamts, bei beabsichtigten Kündigungen von Arbeitsverhältnissen schwerbehinderter Menschen den Sachverhalt zu ermitteln, Arbeitgeber, schwerbehinderte Beschäftigte und Dritte zu hören und auf eine gütliche Einigung hinzuwirken. Die IFD leisten im Rahmen der Begleitenden Hilfen im Arbeitsleben in diesem Zusammenhang fachdienstliche Unterstützung.
IFD wurden in den 1980er- und 1990er-Jahren in Modellprojekten erprobt und sind seit ihrer gesetzlichen Verankerung im Herbst 2000 flächendeckend in Deutschland in jedem Bezirk der Agentur für Arbeit aufgebaut worden. Im Jahr 2018 gab es 198 IFD in Deutschland. Sie haben 2.761 Personen mit Behinderungen auf den allgemeinen Arbeitsmarkt vermittelt. In 18.697 Fällen konnte durch die Intervention des IFD im Rahmen der Begleitenden Hilfen im Arbeitsleben der Arbeitsplatz gesichert werden. Insgesamt wurden 2018 rund 68.112 Personen in eine Betreuung des IFD übernommen.
Die aktuellen Adressen der regionalen IFD sind bei der Bundesarbeitsgemeinschaft der Integrationsämter und Hauptfürsorgestellen (BIH) abrufbar. Der bundesweite Zusammenschluss der Integrationsfachdienste ist die Bundesarbeitsgemeinschaft für Unterstützte Beschäftigung (BAG UB).
Seit 2010 schreibt die Arbeitsagentur Maßnahmen nach § 46 SGB III verstärkt projektbezogen ohne Bezug auf die IFD aus. Kalkulationsbasis ist die Fachleistungsstunde, wodurch die Finanzierung von Maßnahmen der IFD zur Integration von Ausbildungssuchenden, Arbeitslosen oder von Arbeitslosigkeit Bedrohten mit Schwerbehinderung infrage gestellt ist.

## Teilhabestärkungsgesetz
Ab 1. Januar 2022 werden Integrationsfachdienste als „Einheitliche Ansprechstellen“ für Arbeitgeber beauftragt, diese zu beraten und zu unterstützen, über die Leistungen für die Arbeitgeber zu informieren und für die Arbeitgeber diese Leistungen abzuklären nach Art. 7 Nr. 21b und Nr. 21c Teilhabestärkungsgesetz (künftig: § 185a SGB IX und § 193 Abs. 2 Nr. 9 SGB IX ab 1. Januar 2022). Darin werden die Integrationsämter verpflichtet, die Integrationsfachdienste oder andere geeignete Träger flächendeckend zu beauftragen, als „Einheitliche Ansprechstellen“ für Arbeitgeber beratend und unterstützend tätig zu werden.